# حسین‌آباد آخوند (زرند)
حسین‌آباد آخوند (زرند)، روستایی از توابع بخش مرکزی شهرستان زرند در استان کرمان ایران است.
در شمال غربی این روستا برجی به بلندای تقریبی 8 متر و عمری حدود 250 سال واقع شده است. البته به مرور زمان نیمی از این بنای تاریخی به دلایل متفاوت تخریب شده است. اقای امیر علی علیزاده (الف سکوت) از شعرای جوان اهل این ابادی می باشد.

## جمعیت
این روستا در دهستان محمدآباد قرار دارد و براساس سرشماری مرکز آمار ایران در سال ۱۳۸۵، جمعیت آن ۵۵۲ نفر (۱۳۹خانوار) بوده‌است.